# Elektro- und Elektronikgerätegesetz
Das Elektro- und Elektronikgerätegesetz (ElektroG) regelt, dass Elektroaltgeräte nicht über den Hausmüll entsorgt, sondern getrennt gesammelt und recycelt werden. Durch die gesteuerte und kontrollierte Entsorgung soll der illegale Export von Elektroaltgeräten ins Ausland bekämpft, wertvolle Rohstoffe wiederverwendet und die negativen Auswirkungen auf die Umwelt und die Gesundheit reduziert werden.
Die ursprüngliche Gesetzesfassung stammt vom 16. März 2005 und setzte die EU-Richtlinien 2002/95/EG und 2002/96/EG vom 27. Januar 2003 um.
Mit Inkrafttreten der Richtlinie 2012/19/EU über Elektro- und Elektronik-Altgeräte (WEEE-Richtlinie) am 13. August 2012 wurde das ElektroG fortentwickelt, damit zukünftig deutlich mehr Elektro- und Elektronik-Altgeräte einer ordnungsgemäßen und umweltfreundlichen Entsorgung zugeführt werden. Am 24. Oktober 2015 trat das Gesetz zur Neuordnung des Rechts über das Inverkehrbringen, die Rücknahme und die umweltverträgliche Entsorgung von Elektro- und Elektronikgeräten in Kraft. Gleichzeitig trat das Gesetz vom 16. März 2005 außer Kraft.
Am 27. Mai 2021 wurde die nächste Novelle des deutschen Elektro- und Elektronikgerätegesetzes (ElektroG3) im Bundesgesetzblatt veröffentlicht, als Erstes Gesetz zur Änderung des Elektro- und Elektronikgerätegesetzes. Diese trat zum 1. Januar 2022 in Kraft. Im Unterschied zu den Vorgängerversionen geht das neue ElektroG3 nicht auf eine vorhergehende Aktualisierung der zugrundeliegenden europäischen WEEE3-Richtlinie zurück, sondern resultiert aus einer rein nationalen Gesetzesinitiative.

## EU-rechtliche Vorgaben
Elektro- und Elektronik-Altgeräte stellen in der EU einen der am größten wachsenden Anteile an Abfällen dar. 2005 betrug die Menge noch ca. 9 Millionen Tonnen, bis 2020 erwartet die EU-Kommission einen Anstieg auf mehr als 12 Millionen Tonnen. Elektronikschrott besteht hierbei aus unterschiedlichsten Materialien und Komponenten, deren gefährliche Inhaltsstoffe zu besonderen Umwelt- und Gesundheitsrisiken führen können. Zudem erfordert die Herstellung solcher Geräte seltene und teure Rohstoffe.
Als Reaktion auf diese Problematik hat die EU-Kommission am 27. Januar 2003 zwei Richtlinien erlassen: Die Richtlinie 2002/95/EG zur Beschränkung der Verwendung bestimmter gefährlicher Stoffe in Elektro- und Elektronikgeräten und die Richtlinie 2002/96/EG über Elektro- und Elektronik-Altgeräte. Die Richtlinie 2002/95/EG wurde im Januar 2013 durch die Richtlinie 2011/65/EU (RoHS-Richtlinie) ersetzt. Bis 14. Februar 2014 sollte die Richtlinie 2012/19/EU (WEEE-Richtlinie) in nationales Recht umgesetzt werden.
Während die RoHS-Richtlinie die Zielsetzung verfolgt, die Verwendung von gefährlichen Stoffen in Produkten zu reduzieren, wurde durch den Erlass der WEEE-Richtlinie ein gesetzlicher Rahmen geschaffen, um ausgediente Elektro- und Elektronik-Geräte von Verbrauchern einzusammeln, den Anteil dieser Geräte am Hausmüll zu reduzieren und Rohstoffe fachgerecht zu sammeln und der Wiederverwertung zuzuführen.

## Umsetzung in Deutschland

### ElektroG von 2005
Die EU-Richtlinien vom 27. Januar 2003 wurden in Deutschland zunächst durch das Gesetz über das Inverkehrbringen, die Rücknahme und die umweltverträgliche Entsorgung von Elektro- und Elektronikgeräten (ElektroG) vom 16. März 2005 als Zustimmungsgesetz in nationales Recht umgesetzt.
Um möglichst große Mengen von Elektro- und Elektronikgeräten einer umweltfreundlichen Entsorgung zuzuführen, wurden kommunale Sammelstellen eingerichtet, die mit einer ausreichenden Zahl an Behältnissen zur Aufnahme der Altgeräte ausgestattet sein mussten. Die weitere Verwertung und das Recycling der Altgeräte wurden von den Herstellern der Elektro- und Elektronikgeräte finanziert, die in Deutschland einer Registrierungspflicht unterlagen. Sie mussten nachweisen, dass die Finanzierung der Entsorgung ihrer nach August 2005 zur Verwendung in privaten Haushalten hergestellten Geräte gesichert ist. Durch die Registrierungspflicht sollte verhindert werden, dass Hersteller wettbewerbswidrig Geräte in Verkehr bringen, ohne ihren jeweiligen Rücknahme- und Entsorgungspflichten nachzukommen.
Für gewerblich genutzte Geräte wurden entsprechende Regelungen eingeführt. Die Hersteller waren für die Rücknahme und Verwertung der ab August 2005 verkauften Geräte verantwortlich, allerdings nicht für den auf dem Markt vorhandenen gewerblichen Bestand. Das Recyceln oder Beseitigen dieses Altbestandes musste von den gewerblichen Besitzern selbst organisiert werden. Vertragliche Vereinbarungen mit Dritten bezüglich der Altgeräterücknahme und der Kostenaufteilung waren möglich.
In einer von 514 Mitzeichnenden unterstützten Petition wurde 2014 bemängelt, dass insbesondere bei Geräten der Telekommunikation sowie bei Tablet-Computern der Austausch von Batterien oder Akkus durch den Nutzer oftmals nicht mehr möglich sei. Dies sei ein Verstoß gegen die Produktkonzeption des § 4 ElektroG. Vor dem Hintergrund, dass über die Aufstellung des neuen Ökodesign-Arbeitsprogramms für die Jahre 2015 bis 2017 auf europäischer Ebene beraten werde, nahm der Petitionsausschuss des Deutschen Bundestages die Eingabe zum Anlass, diese dem Europäischen Parlament zuzuleiten, damit sie in die Überlegungen zu einer produktübergreifenden Regelung zur verbesserten Austauschbarkeit von Akkus für die von der Ökodesign-Richtlinie betroffenen Produkte einbezogen werden kann.

### Übergangsfristen
Damit Hersteller und Kommunen sich auf ihre neuen Aufgaben entsprechend vorbereiten konnten und um ein reibungsloses Anlaufen der Umsetzung des Gesetzes zu gewährleisten, wurden Übergangsvorschriften in das Elektrogesetz aufgenommen: für die Registrierung der Hersteller galt eine Übergangsfrist von acht Monaten, für die Sammlung und Bereitstellung der Altgeräte durch die Kommunen und die Rücknahme und Entsorgung durch die Hersteller eine Übergangsfrist von zwölf Monaten nach Verkündung des Gesetzes.
Am 24. November 2005 lief die 8-monatige Übergangsfrist ab. Ab diesem Datum mussten alle Hersteller, die in Deutschland Elektro- und Elektronikgeräte auf den Markt bringen, bei der zuständigen Stiftung Elektro-Altgeräte Register registriert sein. Fach- und Aufsichtsbehörde für die Stiftung ist das Umweltbundesamt.
Ab 24. März 2006 folgte die nächste Stufe des ElektroG: Endnutzer sind nun verpflichtet, ihre Altgeräte der getrennten Erfassung zu überlassen. Die öffentlich-rechtlichen Entsorgungsträger sammeln die bei ihnen zurückgegebenen Geräte aus privaten Haushalten kostenfrei und stellen sie zur Abholung bereit, die Hersteller sind für die Rücknahme und Entsorgung der Altgeräte verantwortlich.
Die einzelnen Fristen für deutsche Unternehmen waren wie folgt:
- 1. Juni 2005: Ursprünglicher Termin für den Registrierungsbeginn bei der Stiftung EAR, Testregistrierungen schon früher.
- 24. November 2005: Jeder Hersteller muss registriert sein, da sonst das Inverkehrbringen von Geräten untersagt werden kann.
- 24. März 2006: Neugeräte müssen zu diesem Zeitpunkt spätestens den Kennzeichnungspflichten des Gesetzes entsprechen.
- 1. Juli 2006: Grenzwerte für bestimmte Schadstoffe in Neugeräten gelten und sind einzuhalten.
- 31. Dezember 2006: Hersteller oder Importeure sowie die Vertreiber müssen ihre Verwertungsquoten nachweisen und mitteilen.

Laut Stiftung EAR ist ausschließlich eine Registrierungsnummer im Format WEEE-Reg.-Nr. DE 12345678 als Nachweis einer rechtsgültigen Registrierung im Rahmen der Kennzeichnungspflicht zulässig. Das bedeutet, dass nicht entsprechend gekennzeichnete Geräte oder Geräte, die unter Verwendung einer zwischenzeitlich vergebenen „InterimsID“ gekennzeichnet wurden, nicht mehr verkauft werden dürfen.
Für die Unternehmen entstehen Kosten bei der Umstellung der Produkte, ggf. Mehrkosten bei der Produktion, sowie Kosten für die Registrierung und Mitgliedschaft bei der Stiftung EAR. Bei Geräten im unteren Preissegment wurden Preissteigerungen zwischen 10 und 25 Prozent erwartet: z. B. 25 bis 30 Euro für einen Kühlschrank oder 40 Eurocent für eine Leuchtstoffröhre.
Die Verbesserung der Umweltverträglichkeit der Elektro- und Elektronikgeräte durch das Verbot von Blei war umstritten. Bleifreie Lote benötigen höhere Löttemperaturen, die mit längeren Aufheiz- und Abkühlphasen einhergehen, was zu ca. 20–30 % mehr Energieverbrauch beim Löten führt. Die Langzeitstabilität von bleifreien Loten schien nicht ausreichend untersucht. Es schien möglich, dass Massenware durch die Whiskerbildung von Reinzinn eine deutlich kürzere Lebensdauer haben könnte, was aber spätestens im Jahr 2007 hinfällig war.
Obwohl die Richtlinie 2002/95/EG im Jahr 2011 durch eine Neufassung ersetzt worden war, die umfangreichere Stoffbeschränkungen einführte, wurde eine entsprechende Erweiterung des deutschen ElektroG verworfen. Stattdessen wurde der Anteil der RoHS-Richtlinie im ElektroG gestrichen und mit der ElektroStoffV umgesetzt.

### Novellierung 2015
Die Neufassung des ElektroG (ElektroG2) formuliert als Sammelziel 45 % der durchschnittlich in den drei Vorjahren in Verkehr gebrachten Menge an Geräten. 2019 wird dieses Sammelziel auf 65 % erhöht. Eine flächendeckende Sammelstruktur und optimierte Sammelgruppen sollen für einen effizienteren Recyclingprozess und eine erhöhte Rückgewinnung von Rohstoffen sorgen.
Die Pflicht zur unentgeltlichen Rücknahme von Elektro-Altgeräten trifft alle Vertreiber mit einer Verkaufsfläche für Elektro- und Elektronikgeräte (bei Distanzhändlern Lager- und Versandflächen) von 400 m² und mehr. Kleinstgeräte (wenn keine der äußeren Abmessungen 25 cm übersteigt) sind unabhängig vom Verkauf eines entsprechenden Neugeräts zurückzunehmen.
Das ElektroG führt ab 15. August 2018 einen offenen, sich auf alle Elektro- und Elektronikgeräte erstreckenden Anwendungsbereich ein, der folgende sechs Kategorien umfasst:
1. Wärmeüberträger
2. Bildschirme, Monitore und Geräte, die Bildschirme mit einer Oberfläche von mehr als 100 cm² enthalten
3. Lampen
4. Geräte, bei denen mindestens eine der äußeren Abmessungen mehr als 50 cm beträgt (Großgeräte)
5. Geräte, bei denen keine der äußeren Abmessungen mehr als 50 cm beträgt (Kleingeräte)
6. Kleine Geräte der Informations- und Telekommunikationstechnik, bei denen keine der äußeren Abmessungen mehr als 50 cm beträgt

Das ElektroG gilt gem. § 2 Abs. 2 ElektroG nicht für die folgenden Elektro- und Elektronikgeräte („Whitelist“):
1. Geräte, die der Wahrung der wesentlichen Sicherheitsinteressen der Bundesrepublik Deutschland dienen, einschließlich Waffen, Munition und Wehrmaterial, die nur für militärische Zwecke bestimmt sind,
2. Geräte, die (a) als Teil eines anderen Gerätes, das vom Geltungsbereich dieses Gesetzes ausgenommen ist oder nicht in den Geltungsbereich dieses Gesetzes fällt, in dieses eingebaut sind und (b) ihre Funktion nur speziell als Teil dieses anderen Gerätes erfüllen können,
3. Glühlampen,
4. Ausrüstungsgegenstände für einen Einsatz im Weltraum,
5. ortsfeste industrielle Großwerkzeuge,
6. ortsfeste Großanlagen; dieses Gesetz gilt jedoch für Geräte, die nicht speziell als Teil dieser Anlagen konzipiert und darin eingebaut sind,
7. Verkehrsmittel zur Personen- und Güterbeförderung; dieses Gesetz gilt jedoch für elektrische Zweiradfahrzeuge, für die eine Typgenehmigung nicht erforderlich ist,
8. bewegliche Maschinen,
9. Geräte, die ausschließlich zu Zwecken der Forschung und Entwicklung speziell entworfen wurden und nur auf zwischenbetrieblicher Ebene bereitgestellt werden, und
10. medizinische Geräte und In-vitro-Diagnostika, bei denen jeweils zu erwarten ist, dass sie vor Ablauf ihrer Lebensdauer infektiös werden, und aktive implantierbare medizinische Geräte.

### Nationale Novellierung 2021
Die nationale Novellierung des Elektrogesetzes von 2021 (ElektroG3) führt diverse Neuerungen ein, die gemäß § 46 ElektroG3 gestaffelt zu den drei Zeitpunkten 1. Januar 2022, 30. Juni 2022 und 1. Januar 2023 in Kraft getreten sind. Die wichtigsten Änderungen betreffen:
1. Haftung für Betreiber elektronischer Marktplätze und Fulfillment-Dienstleister: Laut § 6 Abs. 2 Nr. 2f ElektroG3 dürfen Betreiber elektronischer Marktplätze sowie deren Fulfillment-Dienstleister seit dem 1. Januar 2023 keine Geräte von nicht registrierten Herstellern vertreiben bzw. lagern, verpacken oder versenden. Bei Zuwiderhandlungen haften demnach nicht nur die Hersteller, sondern nun auch die Marktplatz-Betreiber und Fulfillment-Dienstleister.[19]
2. Erweiterte Rücknahme- und Informationspflichten für Händler: Ab einer Gesamtverkaufsfläche von 800 Quadratmetern sind seit 30. Juni 2022 (neben Elektronik- und Elektrogerätehändlern ab einer Ladenfläche von 400 Quadratmetern) gemäß § 17 Abs. 1 auch Lebensmittel-Einzelhändler zur kostenfreien Rücknahme von Altgeräten verpflichtet, sofern sie selbst vergleichbare neue Geräte anbieten. Zudem müssen Händler Verbraucher aktiv (u. a.) über die kostenfreien Rückgabemöglichkeiten informieren (§ 18 Abs. 3 Nr. 3).[20]
3. Niederlassungspflicht und Beauftragung eines Bevollmächtigten: Ausländische Hersteller, die keine Niederlassung in Deutschland haben, sind nach § 8 Abs. 1 dazu verpflichtet, einen Bevollmächtigten zu beauftragen, der ihre Herstellerpflichten vor Ort übernimmt. Ferner müssen Online-Händler, die von Deutschland aus Geräte in EU-Mitgliedstaaten vertreiben, wiederum eine dort niedergelassene natürliche oder juristische Person oder Personengesellschaft als Bevollmächtigten bevollmächtigen (§ 8 Abs. 5).
4. Rücknahmekonzept: Durch Hersteller von B2B-Geräten bzw. deren Bevollmächtigte ist gemäß § 7a Abs. 1 der zuständigen Behörde ein Rücknahmekonzept vorzulegen, das u. a. eine Erklärung über die erfolgte Einrichtung gesetzeskonformer Rückgabemöglichkeiten enthält.[21]

## Registrierung
Die nationale Gesetzgebung verlangte anfangs von jedem Hersteller in dem jeweiligen Land, in das er seine Geräte absetzt, eine Registrierung und Beteiligung am lokalen Entsorgungssystem. Dies galt auch bei Versandgeschäften direkt an Endverbraucher in anderen EU-Staaten. Viele dieser nationalen Gesetze stehen nur in der jeweiligen Landessprache zur Verfügung oder verbieten eine Registrierung ohne Firmensitz im jeweiligen Land. In Deutschland wird diese dem EU-Binnenmarkt widersprechende Abschottung durch die Registrierung bei der EAR erreicht, die nach aktuellem Stand nur mit einer deutschen Kontoverbindung möglich ist, welche wiederum in der Regel nur mit einer Niederlassung in Deutschland zu bekommen ist.
Um weiterhin in der ganzen EU verkaufen zu können, bräuchte ein Hersteller entweder in jedem Land eine Niederlassung oder Händler, die die Herstellerpflichten übernehmen, was für viele kleinere Unternehmen schwer realisierbar ist.
Gelegentlich wird behauptet, dass sich dies seit dem 18. März 2008 jedoch geändert hat, so dass eine Registrierung in Deutschland ausreicht, um von Deutschland aus in die ganze EU verkaufen zu dürfen. Die Stiftung EAR widersprach auf Nachfrage aber dieser Aussage. Hier erfolgt der Verweis, dass das Gesetz nur innerhalb des Geltungsbereichs der Bundesrepublik Deutschland gültig ist und die nationale Umsetzung weiterer Mitgliedsstaaten von der deutschen Umsetzung abweichen kann. Laut ElektroG3 § 8 Abs. 5 ist daher inzwischen von Online-Händlern, die ihre Ware von Deutschland aus in EU-Länder verkaufen, für die betroffenen Mitgliedsländer ein Bevollmächtigter zu beauftragen, der „dort für die Erfüllung ihrer Pflichten nach der Richtlinie 2012/19/EU des Europäischen Parlaments und des Rates vom 4. Juli 2012 über Elektro- und Elektronik-Altgeräte (ABl. L 197 vom 24.7.2012, S. 38) verantwortlich ist“.
Das Register der EAR Stiftung ist öffentlich zugänglich, so dass sich unmittelbar überprüfen lässt, ob Hersteller ihre Geräte registriert haben.
Die Registrierungspflicht gem. § 6 Abs. 1 Satz 1 ElektroG gilt in erster Linie für Hersteller im Sinne des § 3 Nr. 9 ElektroG. Hersteller dürfen nicht registrierte Geräte nicht in Verkehr bringen (§ 6 Abs. 2 Satz 1 ElektroG). Vertreiber im Sinne des § 3 Nr. 11 ElektroG dürfen nicht registrierte Geräte nicht zum Verkauf anbieten (§ 6 Abs. 2 Satz 2 ElektroG). Bei Verstößen handeln sowohl Hersteller als auch Vertreiber ordnungswidrig und können mit einer Geldbuße bis zu hunderttausend Euro belegt werden (§ 45 Abs. 1 Nr. 1, 3, 4, Abs. 2 ElektroG). Mit der Novelle von 2021 wurde diese Haftung auch auf Betreiber elektronischer Marktplatzbetreiber sowie auf deren Fulfillment-Dienstleister ausgeweitet (§ 6 Abs. 2 Nr. 3). Dadurch soll unterbunden werden, dass nicht registrierte ausländische Hersteller ihre Ware illegal als Trittbrettfahrer über diese Marktplätze in Deutschland in Verkehr bringen, ohne für deren Entsorgung aufzukommen. Die Regelung trat zum 1. Januar 2023 in Kraft, zeigte jedoch bereits 2021 in Form zahlreicher Unternehmensregistrierungen Wirkung.